# Eunidia fasciata
Eunidia fasciata là một loài bọ cánh cứng trong họ Cerambycidae.